# Kỹ thuật vỉa chứa dầu và khí

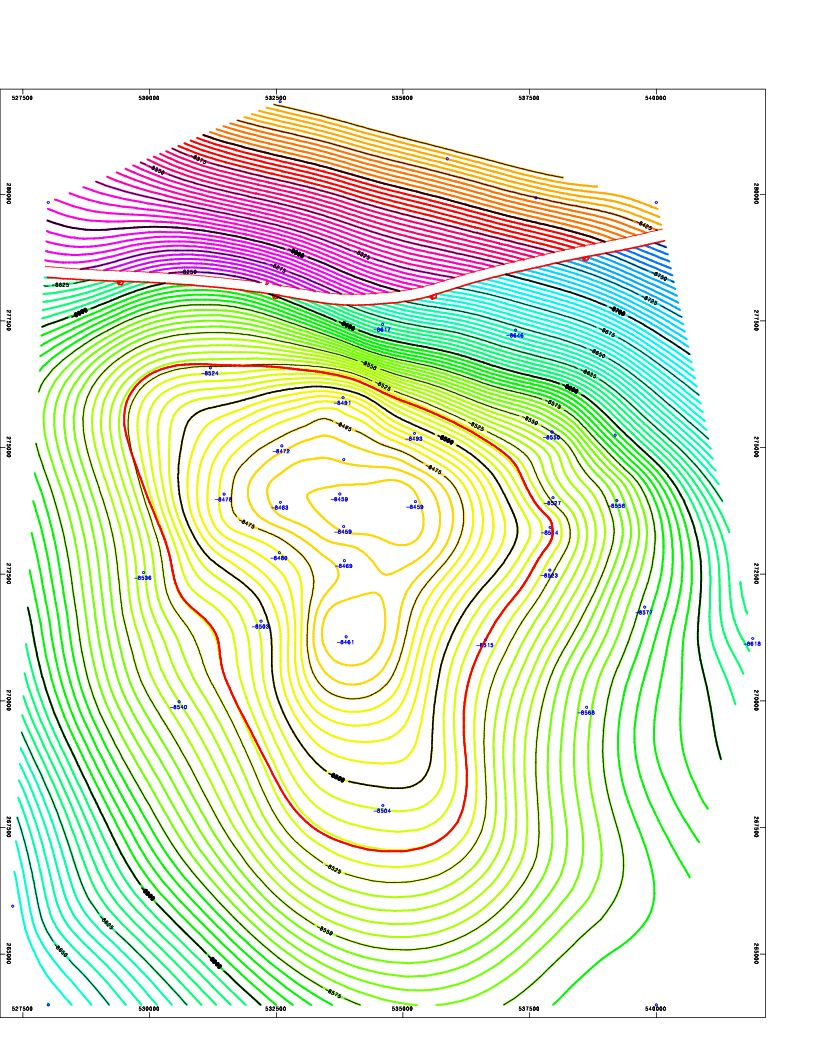
Ảnh chụp àn hình của một bản đồ cấu trúc được tạo ra bằng phần mềm bản đồ đường mức cho một vỉa dầu và khí sâu 8500ft trong kho Earth field, Vermilion Parish, Erath, Louisiana. Khoảng trống từ trái sang phải phía trên bản đồ cho thấy một đứt gãy. Đứt gãy này nằm giữa đường đồng mức màu xanh dương/xanh lá cây và đường đồng mức màu tím/đỏ/vàng. Các đường đồng mức mỏng đỏ tròn ở giữa bản đồ cho thấy đầu của vỉa chứa dầu. Bởi vì khí nổi trên dầu, đường đồng mức mỏng đỏ đánh dấu khu vực tiếp xúc của khí/dầu. Kỹ thuật vỉa chứa có thể sử dụng bản đồ như là một phần của kế hoạch khoan.

Kỹ thuật vỉa (hay vỉa chứa dầu khí) là một nhánh của kỹ thuật dầu khí mà áp dụng các nguyên tắc khoa học về vấn đề hút dầu phát sinh từ trong sự phát triển, và sản xuất vỉa chứa dầu khí để khai thác một cách có hiệu quả kinh tế. Các công cụ làm việc của kỹ sư vỉa chứa là địa chất dưới lòng đất, toán học ứng dụng, các định luật vật lý và hoá học cơ bản mà quyết định sự hoạt động của chất lỏng và khí của dầu thô, khí ga và nước trong đá chứa. Vấn đề được chú trọng đến của kỹ sư vỉa chứa là tạo ra trữ lượng ước tính chính xác cho sử dụng trong báo cáo tài chính đến các cơ quan quản lý. Các công việc khác bao gồm làm mô hình bể chứa, dự báo sản lượng, kiểm tra giếng khoan và lên kế hoạch, mô hình kinh tế, và phân tích PVT của hồ chứa nước. Kỹ sư vỉa chứa cũng đóng một vai trò chính trong lĩnh vực phát triển thực địa, lên kế hoạch giới thiệu vỉa chứa và chi phí để khai thác hiệu quả tối đa qua các phương pháp bơm nước và khí. Vì luật sản xuất dầu khí của các nước khác nhau, kỹ sư vỉa chứa còn có liên quan đến việc thiết kế và thực hiện kế hoạch giảm chất thải và hiệu ứng nhà kính.

## Các loại
Kỹ sư vỉa thường chuyên sâu vào hai lĩnh vực:
- Giám sát (hoặc sản xuất) kỹ thuật, nghĩa là giám sát các thực địa hiện có và tối ưu hóa tốc độ sản xuất và khai thác. Kỹ sư giám sát thường sử dụng kỹ thuật phân tích và kinh nghiệm để thực hiện công việc của họ, bao gồm phân tích suy giảm đường cong suy giảm (Decline curve analysis), mô hình cân bằng vật liệu và phân tích dòng chảy.
- Mô hình mô phỏng, nghĩa là tiến hành các nghiên cứu mô phỏng vỉa chứa để xác định kế hoạch khai thác tối ưu cho các hồ chứa dầu và khí đốt. Ngoài ra, các kỹ sư hồ chứa còn thực hiện và tích hợp các kiểm tra giếng khoan vào dữ liệu của họ cho các hồ chứa trong khoan địa nhiệt.